# Ardisia etindensis
Ardisia etindensis é uma espécie de planta da família Myrsinaceae. É endêmica de Camarões. Seu habitat natural é de clima subtropical ou tropical seco de floresta. Está ameaçado por perda de habitat.